# Sciopero dei 100 000

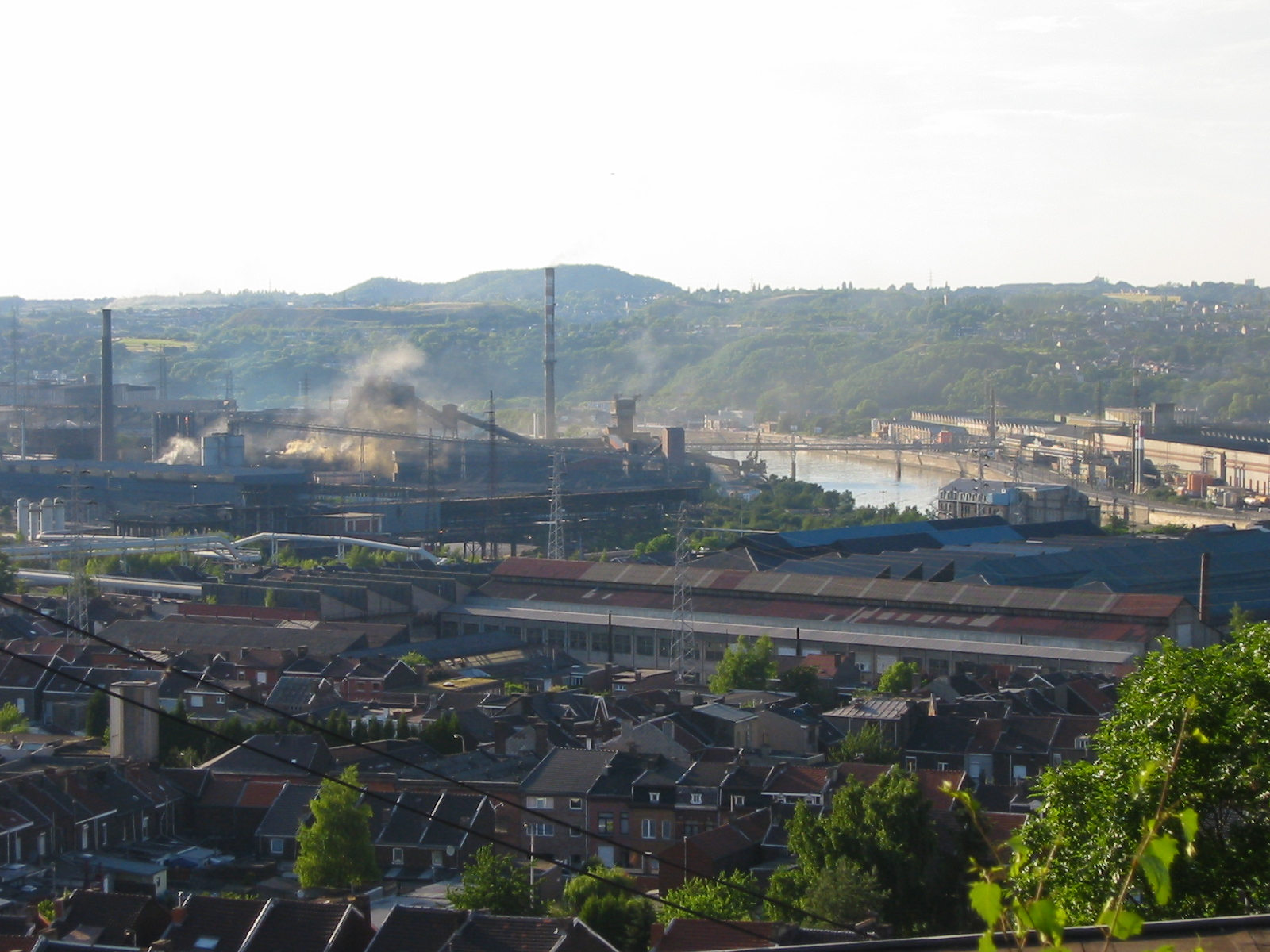
Vista moderna dell'acciaieria Cockerill-Sambre a Seraing dove è iniziato lo sciopero

Lo sciopero dei 100 000 (in francese: Grève des 100 000) fu uno sciopero che durò dal 10 al 18 maggio 1941 in Belgio durante l'occupazione tedesca. Era diretto da Julien Lahaut, leader del Partito Comunista del Belgio (PCB). Lo scopo dello sciopero era di aumentare i salari e la resistenza passiva contro l'occupazione tedesca.

## Le ragioni dello sciopero. "La rabbia dei lavoratori fa tremare Berlino"
Jose Gotovitch scrive "da gennaio, e nonostante il loro divieto formale, sono scoppiati scioperi in Vallonia, colpendo anche sporadicamente le fabbriche di Gand. Cita anche un alto ufficiale dell'esercito tedesco che ha notato che da marzo a maggio 1941, si passa da 15 kg di patate a persona a niente in maggio. Il mondo del lavoro in termini di resistenza in Vallonia preferisce esprimersi con scioperi: "Gli scioperi sono registrati nell'ottobre del 1940, si intensificano a poco a poco a novembre prima di culminare nel maggio 1941 con il famoso "sciopero dei 100.000" (in 70.000), scuotendo la maggior parte del bacino industriale di Liegi."
Gli scioperi si estendono nella regione di Liegi. I minatori di Boverie, rifiutano di scendere il 9 maggio. "Due giorni dopo, l'intero bacino del Liegi è immobilizzato [...] Il movimento si estende anche verso la Campine. Julien Lahaut è il leader.
Lo sciopero inizia a Cockerill-Sambre, nella città industriale di Seraing, il 10 maggio 1941, anniversario dell'invasione del Belgio da parte della Germania nazista. La notizia va diffondendosi rapidamente in tutta la provincia e mobilita 70.000 lavoratori al culmine della disputa. Per porre fine a questo sciopero, i tedeschi devono aumentare sostanzialmente i salari (8%). Lo sciopero si conclude ufficialmente il 18 maggio 1941.

## Hitler interviene personalmente affinché Liegi venga rifornito
Gotovich scrive di nuovo: "L'eco ... e l'emozione risale al quartier generale del Führer, nel bel mezzo dei preparativi per l'invasione dell'URSS. "Ogni giorno di sciopero, si perdono 2.000 tonnellate di acciaio", osserva il generale Halder, vice capo dello staff. Il conflitto sociale mina direttamente lo sforzo bellico tedesco. Hitler interviene personalmente affinché Liegi, epicentro del conflitto, sia immediatamente rifornito."
Nel settembre 1942, temendo un nuovo sciopero di tale portata, le autorità tedesche arrestarono 400 lavoratori sospettati di preparare un'azione analoga. Altri importanti scioperi si sono verificati tuttavia in Belgio nel novembre 1942 e nel febbraio 1943.
In seguito allo sciopero e alla repressione del comunismo dopo l'invasione dell'URSS e la fine del patto Molotov-Ribbentrop, Julien Lahaut fu deportato in un campo di concentramento in Germania. Molti altri scioperanti sono stati incarcerati alla Cittadella di Huy.
Uno sciopero simile, ispirato da esso e guidato dal comunista Auguste Lecœur, ebbe luogo più tardi nello stesso anno nel dipartimento francese di Pas-de-Calais (dipendente dalla stessa zona amministrativa) che fu giudicato dal giornale francese Le Monde il 9 giugno 2001 come una delle più spettacolari azioni di resistenza francesi. Lo sciopero, iniziato il 27 maggio e terminato il 9 giugno, ha portato 17.000 minatori (circa l'80% dei minatori della regione) a protestare contro la mancanza di cibo e salari.